# Ahmed Sayed Abdelnaby
Ahmed Sayed Abdelnaby (in arabo احمد سيد عبدالنبي‎?; 20 aprile 2002) è un calciatore egiziano, difensore dello ZED.

## Carriera

### Club
Sayed ha iniziato a giocare a calcio nell'Al-Ahly dove ha debuttato il 13 gennaio 2022 nell'incontro di Coppa d'Egitto pareggiato 0-0 contro l'El-Gouna. Nel mese di ottobre seguente è passato in prestito all'El Dakhleya dove ha disputato una stagione da titolare.
Il 28 luglio 2023 è passato a titolo definitivo allo ZED.

### Nazionale
Ha giocato nella nazionale egiziana Under-23.
Nel 2024 è stato convocato dalla nazionale olimpica egiziana per partecipare ai Giochi della XXXIII Olimpiade come giocatore di riserva.

## Statistiche

### Presenze e reti nei club
Statistiche aggiornate al 21 luglio 2024.
| Stagione        | Squadra         | Campionato      | Campionato | Campionato | Coppe nazionali | Coppe nazionali | Coppe nazionali | Coppe continentali | Coppe continentali | Coppe continentali | Altre coppe | Altre coppe | Altre coppe | Totale | Totale | Totale |
| Stagione        | Squadra         | Comp            | Pres       | Reti       | Comp            | Pres            | Reti            | Comp               | Pres               | Reti               | Comp        | Pres        | Reti        | Pres   | Reti   |        |
| --------------- | --------------- | --------------- | ---------- | ---------- | --------------- | --------------- | --------------- | ------------------ | ------------------ | ------------------ | ----------- | ----------- | ----------- | ------ | ------ | ------ |
| 2021-2022       | Al-Ahly         | 1L              | 4          | 0          | CE              | 2               | 0               |                    | -                  | -                  |             | -           | -           | 6      | 0      |        |
| 2022-2023       | El Dakhleya     | 1L              | 29         | 0          | CE              | 1               | 0               |                    | -                  | -                  |             | -           | -           | 30     | 0      |        |
| 2023-2024       | ZED             | 1L              | 16         | 0          | CE              | 1               | 0               |                    | -                  | -                  |             | -           | -           | 17     | 0      |        |
| Totale carriera | Totale carriera | Totale carriera | 49         | 0          |                 | 4               | 0               |                    | -                  | -                  |             | -           | -           | 53     | 0      |        |

## Palmarès

### Club

#### Competizioni nazionali
- Coppa d'Egitto: 1

Al-Ahly: 2021-2022

#### Competizioni internazionali
- Supercoppa CAF: 1

Al-Ahly: 2021 (dicembre)